# Karakatchan
Pour les articles homonymes, voir Berger bulgare et Saracatsanes.
Le Karakatchan (bulgare : Каракачански кон - translittération internationale karakačan, en grec moderne : καρακατσάνος - karakatsanos, turc : karakaçak) est un poney de montagne originaire de Bulgarie et de l'Ouest de la Turquie.
C'est une race chevaline originaire des Balkans, préservée grâce au peuple karakatchan et à ses traditions pastorales. Ce petit cheval vit essentiellement dans la région de Choumen, au nord-est de la Bulgarie. Sa robe est généralement noire ou bai sombre. Il existe aussi en Bulgarie une race ovine et une race canine de chien de berger du même nom : karaktchan.

## Dénomination
Le nom en bulgare, Каракачански кон - transcription latine karakačanski kon, vient du turc générique signifiant « sombre fuyard ».
Bonnie Lou Hendricks (université de l'Oklahoma, 2007) emploie la graphie Karakaçan en anglais. Cette graphie est reprise comme nom français et nom générique de la race dans le guide Delachaux, qui contient par ailleurs de nombreuses erreurs en termes de linguistique et de transcriptions. Cet ouvrage indique comme équivalents anglais les formes « karakaçan » et « karakacan ». Le nom indiqué en bulgare y est transcrit en caractères latins uniquement, par karakachanski kon. « Karakachan » et « karakatchan » sont indiqués comme des formes synonymes.

## Histoire
Le karakačan est une race chevaline de travail bulgare,, utilisée comme cheval de bât depuis des générations, grâce à sa constitution solide. Il a été sélectionné par les nomades karakačans pour les aider au quotidien, notamment en portant les biens de la famille pendant les transhumances de ce peuple nomade. Une sélection naturelle se mit en place. Jusqu'au milieu du XXe siècle, les éleveurs karakačans furent présents dans une vaste zone géographique comprenant la Grèce, la Macédoine, la Turquie, la Serbie et la Bulgarie. Les grands clans d'éleveurs karakačans pouvaient alors être propriétaires d'environ 50 à 100 chevaux. En 1940, ce nombre se réduit à 10 ou 15.
En 1957 et 1958, le gouvernement confisque le bétail aux propriétaires privés, et le poney karakačan n'est pas utilisé par les fermes d'État. Les animaux sont tués et leur viande donnée aux poulets et aux porcs. Récemment, ces chevaux ont été exportés (le plus souvent en Italie). Des tentatives sont faites dans les fermes d'État pour « améliorer » la race par croisement avec le Huçul, le Kabardin et le Haflinger.  
En 1994, seuls 30 chevaux correspondant au type de la race sont recensés. Selon la Liste rouge des animaux autochtones dans la stratégie nationale de conservation de la biodiversité de la Bulgarie (1994), le Karakačan est classé dans la catégorie II - soit en danger critique d'extinction. Le registre généalogique du Karakačan est créé en 2010.  Cette même année, le Karakatchan est éligible aux aides européennes accordées à la préservation des races animales domestiques menacées, à hauteur de 200 € par cheval détenu par un éleveur privé. 622 juments et 55 étalons sont alors inscrits au programme de sauvegarde. Ce dernier est un succès.
La race est inscrite au programme Rewilding Europe : en janvier 2016, une harde de 12 chevaux (11 juments et 1 étalon) est réintroduite à Byala Reka. 9 chevaux (8 juments e un étalon) sont réintroduits à Studen Kladenets en décembre de la même année..

## Description
D'après CAB International (2013), le Karakačan mesure de 1,26 m à 1,38 m. DAD-IS annonce une taille moyenne de  1,36 m chez les femelles et 1,37 m chez les mâles. Le guide Delachaux (2014) indique une taille beaucoup plus élevée, qui ne correspond pas aux sources scientifiques fiables : 1,44 m à 1,55 m. Ces mesures sont les mêmes que chez Hendricks (2007), que l'auteure du guide Delachaux cite dans sa bibliographie.
Le poids moyen respectif de 275 à 295 kg. Le poids de naissance va de 15 à 18 kg. 
Le Karakačan est un cheval trapu, doté d'une bonne musculature. La tête est longue, avec un front large, de petits yeux et des orbites oculaires faisant saillie au-dessus du front. L'encolure est assez courte, large et musclée, bien attachée au niveau de la tête et de la poitrine. Le dos est large et souvent concave. La poitrine est large et profonde, les côtes sont arrondies. La croupe est généralement plus longue que large, et plus plate que chez les autres chevaux primitifs. Les jambes sont courtes, épaisses et fortes, avec des sabots exceptionnellement solides.  
La robe peut être baie, noire, alezane, et plus rarement exprimer le gène Dun, ou être grise. DAD-IS indique que le gris est plus fréquent que le noir.
La race est élevée en système extensif transhumant : l'été, ces chevaux pâturent en altitude autour de la mer Égée ;  l’hiver, les chevaux sont déplacés sur les versants sud des Rhodopes, et dans les monts Strandja et Pirin. Ces chevaux travaillent souvent sans fers. Très rustique, ils se contentent de l'herbe des pâturages pour se nourrir, même pendant les hivers froids. Ils parviennent à trouver leur nourriture et à se protéger des prédateurs.
Ils sont considérés comme productifs jusqu'à l'âge de 20 ans.
CAB International inclut le Stara Planina à la race Karakačan, et indique que le cheval de Rila a été intégré au stud-book Karakačan. En effet, une étude sur les chevaux Stara Planina, publiée en 2005, a conclu qu'ils se rattachent au Karakačan.

## Utilisations
Il sert à la fois pour la traction, le bât et la selle, notamment comme cheval de travail. Il est employé pour le débardage du bois en montagne. Ce cheval représente enfin une potentielle attraction touristique.

## Diffusion de l'élevage
Le Karakačan est présent dans toute la région de la Mer Égée. Il est signalé comme race rare locale, native de Bulgarie, sur DAD-IS. Plus précisément, il provient des Balkans, des Rhodopes, et des montagnes du Sud-ouest de la Bulgarie. La race est présente aussi en Turquie. Dans le guide Delachaux, en prenant vraisemblablement appui sur Hendricks (2007), le Karakaçan est présenté comme une race turque.
Son niveau de menace est considéré comme « en danger critique d'extinction » par la FAO, en 2007. De même, l'étude menée par Rupak Khadka de l'université d'Uppsala, et publiée en 2010 pour la FAO, signale le Karakatchan comme race locale européenne en danger critique d'extinction. En 2017, 5 362 chevaux Karakačan sont recensés au Bulgarie, avec tendance à la stabilité des effectifs.